# Saint-Cyr-la-Rivière
Saint-Cyr-la-Rivière ist eine französische Gemeinde mit 472 Einwohnern (Stand: 1. Januar 2022) im Département Essonne in der Region Île-de-France; sie gehört zum Arrondissement Étampes und zum Kanton Étampes. Die Einwohner werden Saint-Cyriens genannt.

## Geographie
Saint-Cyr-la-Rivière liegt etwa 58 Kilometer südsüdwestlich von Paris am Éclimont, einem Zufluss der Juine. Umgeben wird Saint-Cyr-la-Rivière von den Nachbargemeinden Saclas im Westen und Norden, Boissy-la-Rivière im Norden und Nordosten, Fontaine-la-Rivière und Abbéville-la-Rivière im Osten, Arrancourt im Südosten sowie Le Mérévillois im Süden und Südwesten.

## Bevölkerungsentwicklung
| Jahr                       | 1962 | 1968 | 1975 | 1982 | 1990 | 1999 | 2006 | 2012 | 2019 |
| Einwohner                  | 229  | 246  | 318  | 377  | 399  | 427  | 488  | 500  | 524  |
| Quellen: Cassini und INSEE |      |      |      |      |      |      |      |      |      |

## Sehenswürdigkeiten
- Kirche Saint-Cyr-et-Sainte-Juliette aus dem 12./13. Jahrhundert, seit 1965 Monument historique
- Alter Bahnhof
- Kriegerdenkmal (Saint-Cyr-la-Rivière und Fontaine-la-Rivière)

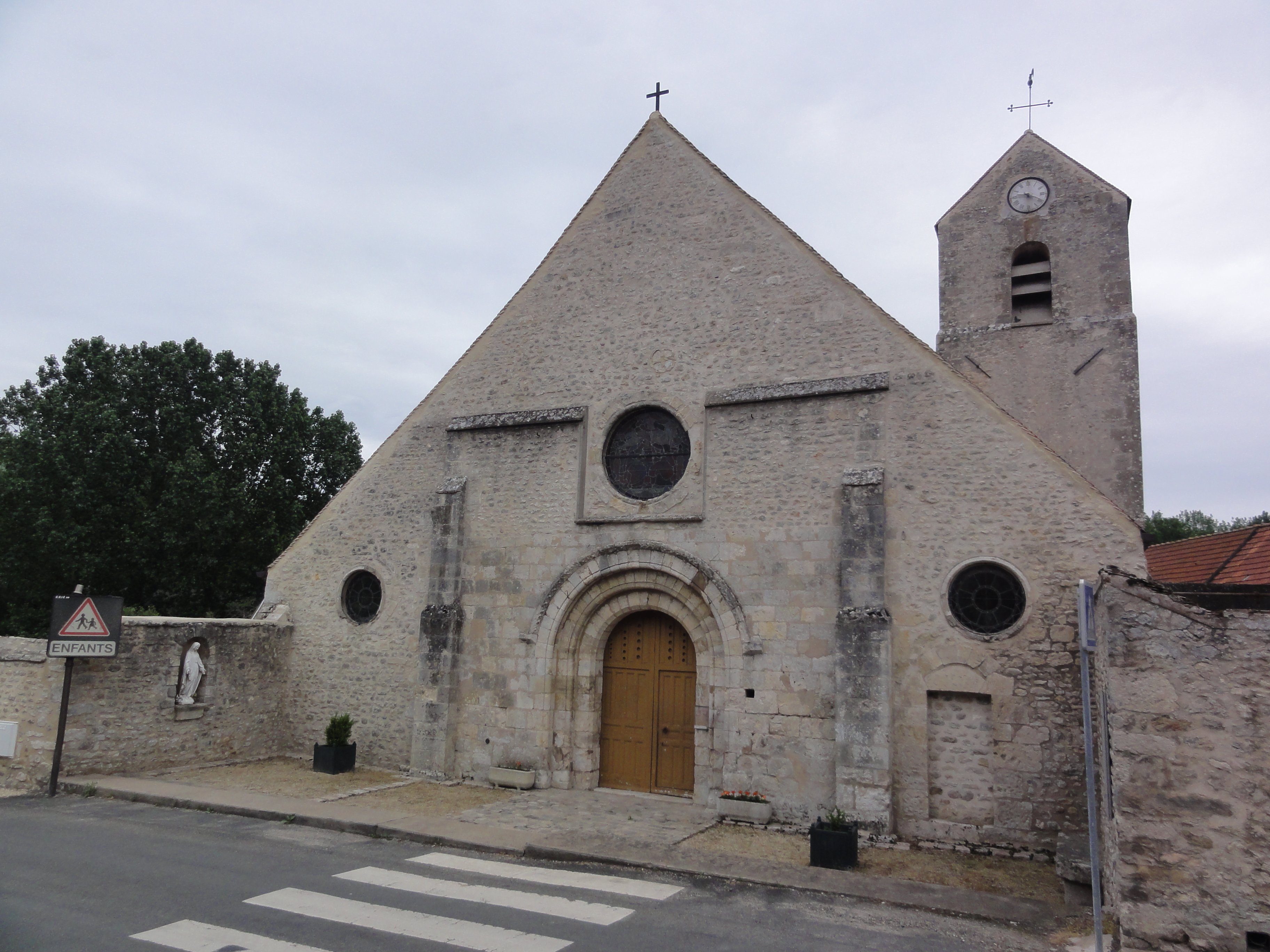
Kirche Saint-Cyr-Sainte-Juliette
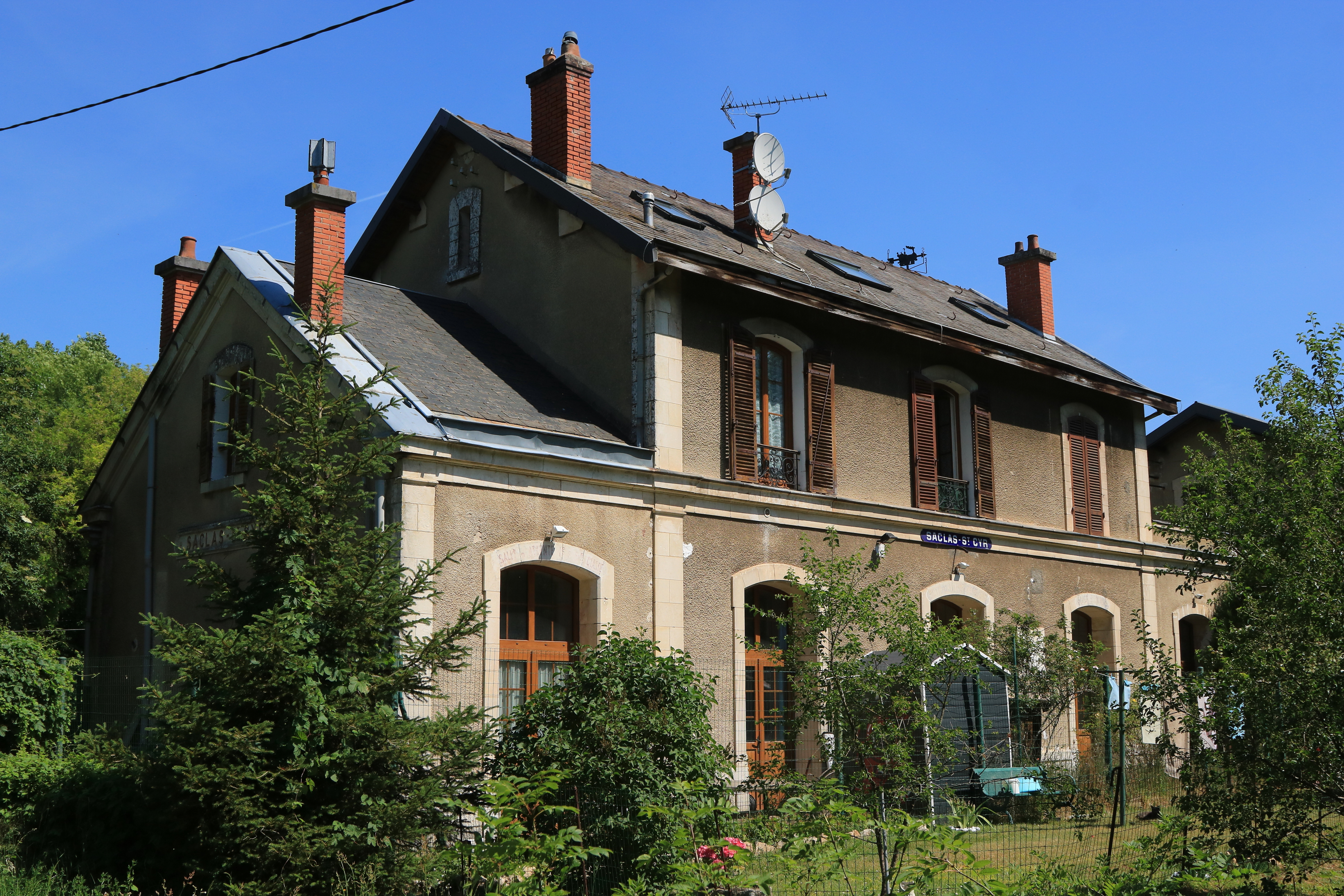
Alter Bahnhof
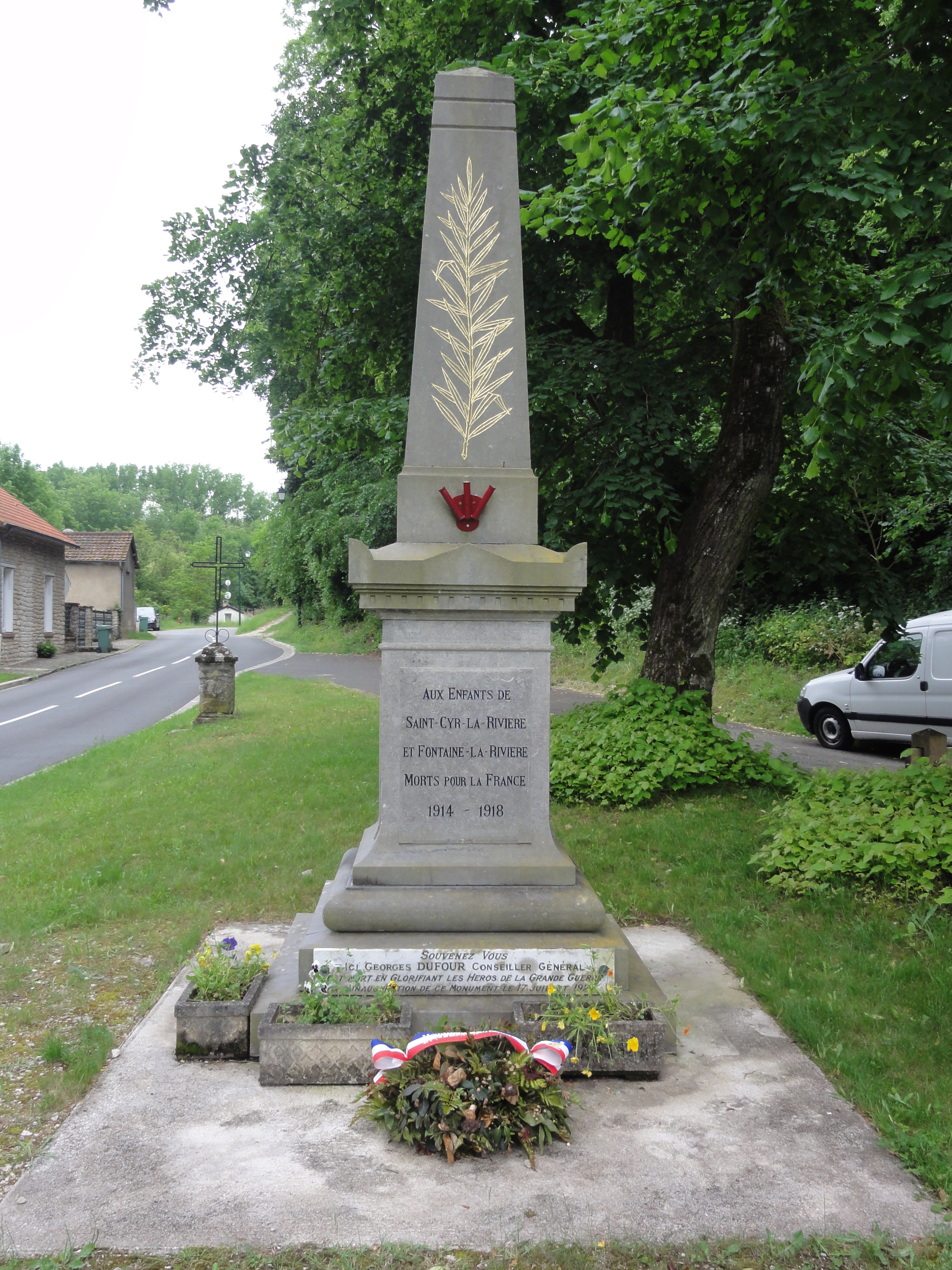
Gefallenendenkmal